# Tonquédec
Tonquédec (en bretó Tonkedeg) és un municipi francès, situat a la regió de Bretanya, al departament de Costes del Nord. L'any 1999 tenia 1.063 habitants. El 23 de maig de 2006 el consell municipal va aprovar la carta Ya d'ar brezhoneg.

## Demografia
| 1962                                       | 1968 | 1975 | 1982  | 1990  | 1999  |
| ------------------------------------------ | ---- | ---- | ----- | ----- | ----- |
| 804                                        | 958  | 865  | 1.045 | 1,061 | 1.063 |
| Des de 1962: població sense dobles comptes |      |      |       |       |       |

## Administració
| Període   | Identitat         | Partit |
| --------- | ----------------- | ------ |
| 2001-2008 | Yves Le Fustec    |        |
| 2008-     | Jean-Yves Prigent |        |